# Vriesea pseudoatra
Vriesea pseudoatra är en gräsväxtart som beskrevs av Elton Martinez Carvalho Leme. Vriesea pseudoatra ingår i släktet Vriesea och familjen Bromeliaceae. Inga underarter finns listade i Catalogue of Life.